# Loma de la Yerba
Loma de la Yerba är en ort i Mexiko.   Den ligger i kommunen Tlatlauquitepec och delstaten Puebla, i den sydöstra delen av landet, 170 km öster om huvudstaden Mexico City. Loma de la Yerba ligger 2 716 meter över havet och antalet invånare är 305.
Terrängen runt Loma de la Yerba är kuperad. Runt Loma de la Yerba är det ganska tätbefolkat, med 93 invånare per kvadratkilometer. Närmaste större samhälle är Teziutlan, 18,0 km nordost om Loma de la Yerba. I omgivningarna runt Loma de la Yerba växer huvudsakligen savannskog.